# محمد مرسي أحمد
الدكتور محمد مرسي أحمد (ولد في 1 ديسمبر 1908 - توفى في 18 أغسطس 1989)، عالم رياضيات وفيزيائي مصري.

## حياته الدراسية
ولد بإحدى قرى مركز أولاد طوق بمحافظة سوهاج في 1 ديسمبر 1908 وتوفى في 18 أغسطس 1989 عن عمر يناهز 80 عامًا.
تلقى تعليمه الابتدائي والثانوي بأسيوط ثم التحق بكلية العلوم بالجامعة المصرية عام 1925 عند إنشائها وتخرج فيها عام 1929، ثم سافر في بعثة دراسية إلى إنجلترا حيث حصل على درجة الدكتوراه في الرياضيات من جامعة إدنبرة عام 1931 والتحق بعد ذلك بكلية سان جون بجامعة كامبريدج فحصل على دبلوم منها عام 1932.

## حياته العملية
عاد من البعثة فاشتغل بالتدريس في كلية العلوم بالجامعة المصرية، فعين مدرساً عام 1932 وتدرج في هيئة التدريس حتى وصل إلى منصب أستاذ الرياضة البحتة عام 1943 وكان أول مصري شغل هذا الكرسي، وظل يشغله أكثر من خمسة عشر عاماً وهو صاحب أول وأكبر مدرسة علمية في الرياضيات في مصر والعالم العربي، فقد درس عليه أغلب أساتذة الرياضة الحاليين في جامعات مصر والعالم العربي، وعين عميداً لكلية العلوم عام 1956 ثم وكيلاً لجامعة القاهرة عام 1958 ثم مديراً لجامعة عين شمس عام 1961 وفي أغسطس 1967 عين مديراً لجامعة القاهرة ثم اميناً لاتحاد الجامعات العربية في الفترة من 1969-1971 ثم وزيراً للتعليم العالي 1971-1972 ثم أعيد انتخابه أميناً لاتحاد الجامعات العربية 1972-1980.

## أعماله
للدكتور محمد مرسي أحمد نشاط كبير في خدمة العلوم الرياضية، فقد اشترك في تأسيس الجمعية المصرية للعلوم الرياضية والطبيعية عام1936 وقد مثل الجامعة في كثير من المؤتمرات العلمية ودعته جامعة إستانبول عام 1951 لإلقاء سلسلة من المحاضرات على طلبة البحوث.
كان الدكتور محمد مرسي أحمد من المتحمسين لتدريس العلوم في الجامعة باللغة العربية وقد بدأ بنفسه في أواسط الثلاثينات بتدريس علوم الرياضة باللغة العربية لطلاب الفرقتين الأولى والثانية لكلية العلوم وله مؤلفات باللغة العربية في هذا المجال، كما قام بترجمة العديد من كتب الرياضيات من اللغة الإنجليزية إلى اللغة العربية ومن مآثره كتاب «المختصر في الجبر والمقابلة للخوارزمي» بمشاركة الدكتور علي مصطفى مشرفة، وله أبحاث عديدة منشورة في مجموعة أعمال الجمعية الرياضية بادنبره وأعمال الجمعية الرياضية بلندن وأعمال الأكاديمية العلمية بباريس والمجلة الرياضية الفرنسية.

## أنشطة علمية
هو أول مصري اشترك في إنشاء جامعة الرياض بالمملكة العربية السعودية، وانتخب لعضوية مجمع اللغة العربية عام 1962 وشارك في كثير من لجانه ونشاطه، كما كان عضوا بمجلس أكاديمية البحث العلمي ورئيساً للمجلس النوعي للعلوم الأساسية ورئيساً للجمعية الرياضية الطبيعية وعضو المجمع العلمي المصري ولاتحاد العلمي واختير عضواً بالمجلس القومي للتعليم عام 1974 وكان رئيساً لشعبة التعليم الجامعي والبحث العلمي به، منحه الملك فاروق درجة البكوية سنة 1951، ومنحته الدولة جائزة الدولة التقديرية في العلوم عام 1964، ووسام الاستحقاق من الدرجتين الثانية والأولى وكذلك وسام العلوم والفنون من الطبقة الأولى.